# (600217) 2011 QY100
(600217) 2011 QY100 est un objet transneptunien ayant une orbite très excentrique, également classé comme centaure au sens large, d'environ 127 km de diamètre.